# Claudiu Belu-Iordache
 Claudiu Belu-Iordache  (sinh ngày 7 tháng 11 năm 1993) là một cầu thủ bóng đá người România thi đấu ở vị trí hậu vệ phải cho Astra Giurgiu.